# 與天地對話
《與天地對話》（英語：Connecting Earth And Sky），是香港無綫電視的遊埠節目，由姜皓文、蔡思貝、余文樂、林盛斌主持，由鍾鎮濤聲音導航，分別到也門的南也門及索科特拉島；澳洲的昆士蘭大堡礁及北領地紅土地區，探討人生課題。節目由2024年11月20日至12月6日逢週一至五22:30到23:05於翡翠台播於，而製作特輯《與天地對話‧序章》率先於11月18日週一同時段播出。

## 每集內容
| 集數 | 日期     | 人員   | 主題                     |
| ---- | -------- | ------ | ------------------------ |
| 01   | 11月20日 | 姜皓文 | 信念可以戰勝逆境？       |
| 02   | 11月21日 | 姜皓文 | 堅持，可帶你走出逆境     |
| 03   | 11月22日 | 姜皓文 | 人生就是充滿起起跌跌     |
| 04   | 11月25日 | 蔡思貝 | 你要學懂放鬆             |
| 05   | 11月26日 | 蔡思貝 | 曾漸漸封閉自己           |
| 06   | 11月27日 | 蔡思貝 | 與自己對話               |
| 07   | 11月28日 | 林盛斌 | 心態扭轉命運？           |
| 08   | 11月29日 | 林盛斌 | 面對演藝圈「鱷魚潭」     |
| 09   | 12月2日  | 林盛斌 | 巨變下悟出生存之道       |
| 10   | 12月3日  | 林盛斌 | 認清缺失捉緊機會         |
| 11   | 12月4日  | 余文樂 | 探索活着意義             |
| 12   | 12月5日  | 余文樂 | 攀山涉水反思「為誰而活」 |
| 13   | 12月6日  | 余文樂 | 簡單就是快樂             |

## 外部連結
- 與天地對話 | TVB 無綫電視
- 《與天地對話》myTV SUPER線上看